# Xu Huaiwen
Xu Huaiwen (徐懷雯, Guiyang, 2 augustus 1975) is de huidige bondscoach van Badminton Nederland, samen met Gerben Bruijstens, en is een voormalig Chinees badminton-speelster die uitkwam voor Duitsland. Ze werd geboren in China, maar doordat men in China vond dat ze te klein was om professioneel badminton te spelen besloot ze om naar het buitenland te gaan. Ze is een van de succesvolste Chinese badmintonners die uitweek naar het buitenland om een grotere kans te maken op deelname aan internationale wedstrijden.

## Carrière als speler
Sinds 2003, toen ze meerdere kleinere toernooien won in Europa, was Xu een van de meest constante spelers in het internationale circuit. Ze won tweemaal een bronzen medaille op de BWF wereldkampioenschappen badminton (2005 en 2006) en tevens tweemaal de Europese kampioenschappen badminton in 2006 en 2008.
In 2008 deed Xu namens Duitsland mee aan de Olympische Spelen (Peking). In de eerste ronde had een bye, waardoor ze automatisch in de tweede ronde kwam. Hierin nam ze het op tegen Anu Nieminen uit Finland. Huaiwen won de partij met 21-17 en 21-8. In de derde ronde speelde ze tegen de Britse Tracey Hallam. Ook deze wedstrijd ging naar de Chinese, in 21-10 en 21-7. Vervolgens speelde ze in de kwartfinale tegen Xie Xingfang, die op dat moment op plaats 1 stond op de wereldranglijst. Ze verloor de wedstrijd met 21-19 en 22-20. Xingfang zou later het zilver veroveren.
Tussen 2004 en 2008 won Hauiwen vijfmaal de Duitse kampioenschappen.

## Carrière als trainer
Na haar competitiecarrière, die ze in 2009 beëindigde, werd ze coach bij The Bellevue Badminton Club, in Seattle (Verenigde Staten), waar ze het jeugdteam trainde. Tegenwoordig is Xu Huaiwen bondscoach van de Nederlandse selectie van Badminton Nederland, samen met Gerben Bruijstens.

## Erelijst
- 5 maal winnaar dames-enkelspel Duitse kampioenschappen badminton (2004, 2005, 2006, 2007 en 2008)
- 1 maal winnaar dames-enkelspel Scottish Open (2003)
- 1 maal winnaar dames-enkelspel Polish Open (2003)
- 1 maal winnaar dames-enkelspel Dutch Open (2005)
- 1 maal winnaar dames-enkelspel Swiss Open (2006)
- 1 maal winnaar dames-enkelspel Copenhagen Masters (2007)

## Medailles op Olympische Spelen en wereldkampioenschappen
| WK   | Onderdeel         | Resultaat |
| ---- | ----------------- | --------- |
| 2005 | Vrouwen enkelspel | Brons     |
| 2006 | Vrouwen enkelspel | Brons     |